# Lilltjärnen (Bollnäs socken, Hälsingland)
Lilltjärnen är en sjö i Bollnäs kommun i Hälsingland och ingår i Ljusnans huvudavrinningsområde.